# Bamberg (huyện)
Bamberg Land là một huyện ở bang Bayern, Đức. Huyện này nằm xung quanh nhưng không bao gồm thị xã Bamberg. Huyện này giáp các huyện (từ phía bắc theo chiều kim đồng hồ) Lichtenfels, Bayreuth, Forchheim, Erlangen-Höchstadt, Neustadt (Aisch)-Bad Windsheim, Kitzingen, Schweinfurt và Haßberge. Huyện này bao quanh thị xã Bamberg. Nửa phía tây huyện là Steigerwald, một vùng rừng đồi. Phí đông là dãy Frankish Alb. Giữa các vùng này, sông Main chảy vào huyện từ hướng bắc, quay lại trước khi đến thị xã Bamberg và rời huyện ở hướng tây bắc.

## Lịch sử
The history of the district is linked with the history of Bamberg.
Năm 1862 các huyện Bamberg-West và Bamberg-East được lập. Các huyện này đã được sáp nhập năm 1929. Ranh giới như hiện nay đã được lập năm 1972, khi một phần của huyện láng giềng Erlangen-Höchstadt được hợp nhất.

## Thị xã và đô thị
| Thị xã                                                | Đô thị | |
| ----------------------------------------------------- | --- | --- |
| 1. Baunach 2. Hallstadt 3. Scheßlitz 4. Schlüsselfeld | 1. Altendorf 2. Bischberg 3. Breitengüßbach 4. Burgebrach 5. Burgwindheim 6. Buttenheim 7. Ebrach 8. Frensdorf 9. Gerach 10. Gundelsheim 11. Heiligenstadt in Oberfranken 12. Hirschaid 13. Kemmern 14. Königsfeld 15. Lauter 16. Lisberg | 1. Litzendorf 2. Memmelsdorf 3. Oberhaid 4. Pettstadt 5. Pommersfelden 6. Priesendorf 7. Rattelsdorf 8. Reckendorf 9. Schönbrunn 10. Stadelhofen 11. Stegaurach 12. Strullendorf 13. Viereth-Trunstadt 14. Walsdorf 15. Wattendorf 16. Zapfendorf |